# Lucio Calpurnio Pisón (cónsul 175)
Lucio Calpurnio Pisón (en latín Lucius Calpurnius Piso) fue un senador romano que desarrolló su cursus honorum en el siglo II, bajo los imperios de Antonino Pío, y Marco Aurelio y Lucio Vero.

## Familia
Miembro de la importante familia de los Calpurnios Pisones, era hijo Gayo Calpurnio Pisón consul ordinarius en 111, bajo Trajano y de Cornelia Escipión Orfita, hija de Servio Cornelio Escipión Salvidieno Orfito, consul ordinarius en 149, bajo Antonino Pío, y hermano de Servio Calpurnio Escipión Orfito consul ordinarius en 172, bajo Marco Aurelio.

## Carrera política
En 175, bajo Marco Aurelio, fue designado consul ordinarius.